# Het sublieme

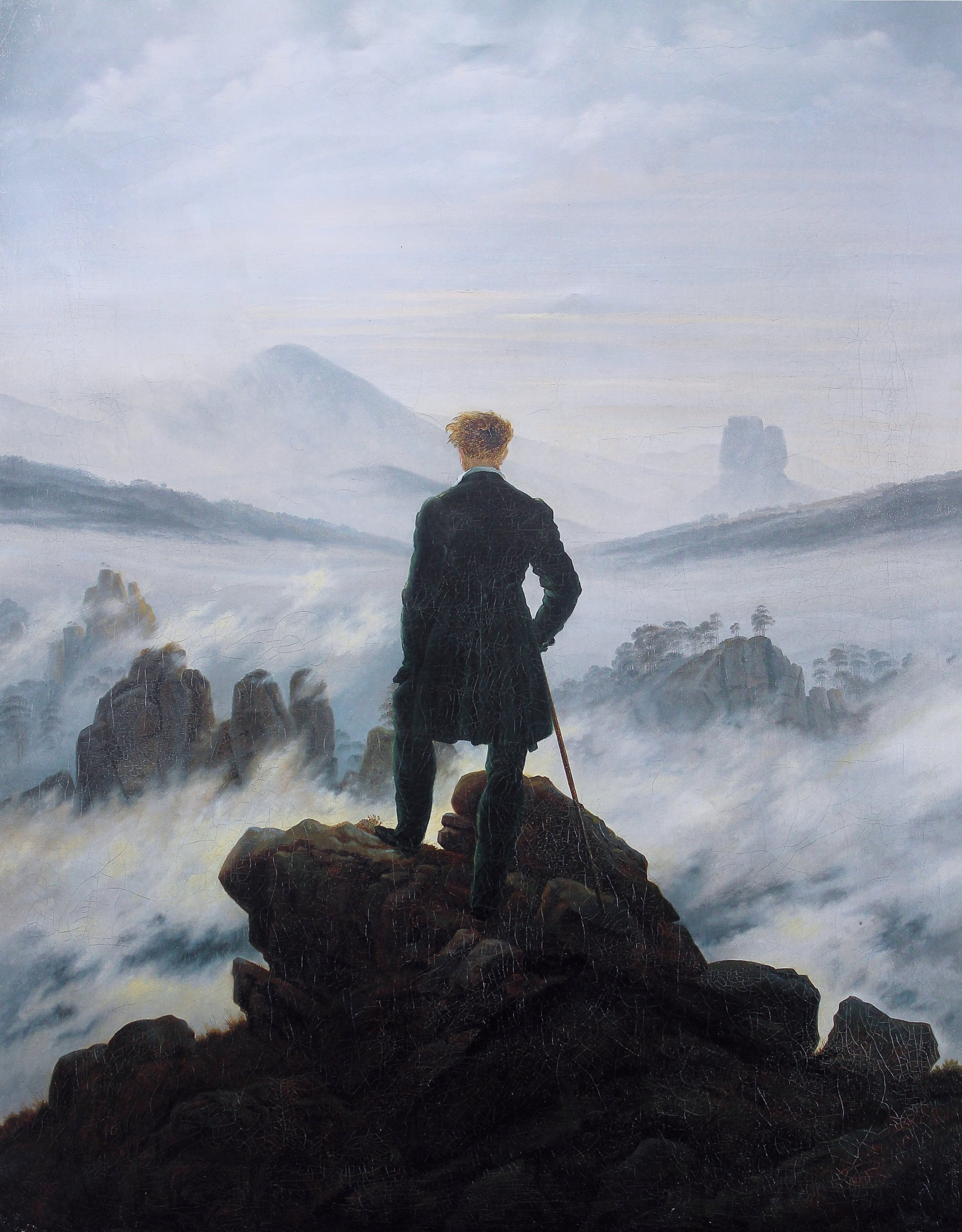
Friedrichs Wanderer. Tijdens de romantiek werd het sublieme vaak in verband gebracht met de overweldigende natuur

Het sublieme is in de filosofie een esthetische kwaliteit die verwijst naar het onbevattelijke van wat groots is. Vaak wordt het ook aangeduid met de Duitse term Das Erhabene. De filosofische connotatie is wezenlijk anders dan die van de term subliem in het dagelijks taalgebruik. In de tijd van de romantiek werd het vaak in verband gebracht met de overweldigende natuur.
Filosofen als Edmund Burke  en Immanuel Kant maakten met betrekking tot het oordeelsvermogen al in de achttiende eeuw een onderscheid tussen het schone en het sublieme: daar waar het schone harmonie tussen verbeelding en rede impliceert en gaat over welgeproportioneerde vormen, verwijst het sublieme naar disharmonische, onregelmatige, niet te bevatten en daarmee vaak ook angstwekkende vormen. 'Alle dingen die, op welke manier dan ook angstaanjagend zijn of verband houden met iets verschrikkelijks, of een vergelijkbare uitwerking hebben als angst en afschuw, zijn een bron van het sublieme', schreef Burke over dat laatste: 'Ze zijn in staat de sterkste emotie op te wekken die de geest kan ondergaan'. Het kan mede verklaren waarom de mens vaak gefascineerd wordt door dingen die hij eigenlijk verafschuwt of toch wil kijken naar dingen die hij eigenlijk niet wil zien, zoals rampen.
Het begrip van het sublieme wordt vaak gebruikt in de kunstfilosofie. Belangrijke denkers die in recente tijden uitwerking gaven aan het begrip zijn Barnett Newman, Theodor Adorno en Jean-François Lyotard. Lyotard noemde het object van de sublieme ervaring 'het hier en het nu'.